# Achim Rheinländer
Achim Rheinländer (* 12. November 1933 in Wiesbaden; † 4. September 2015 in Berlin) war ein deutscher Politiker (SPD).

## Leben
Achim Rheinländer besuchte die Rheingau-Oberschule in Berlin-Friedenau und machte 1951 das Abitur. Er studierte anschließend an den Universitäten Mainz, Göttingen, Marburg und der Freien Universität Berlin. Von 1957 bis 1959 war er Geschäftsführer einer Studentenvereinigung in Kassel. 1963 trat er der SPD und 1967 der Gewerkschaft Erziehung und Wissenschaft (GEW) bei. Rheinländer wurde 1969 Geschäftsführer der SPD im Bezirk Tiergarten. Bei der Berliner Wahl 1971 wurde er in die Bezirksverordnetenversammlung in Berlin-Tiergarten gewählt. Da aber Jürgen Egert in den Bundestag gewählt wurde, rückte Rheinländer schon im Dezember 1972 in das Abgeordnetenhaus von Berlin nach. 1973 wechselte er von der SPD Tiergarten zum Geschäftsführer des Bundesverbands „Arbeitskreis Neue Erziehung“ und schließlich 1978 zum Geschäftsführer des „Franz-Neumann-Archivs“ (FNA). Er war im Berliner Abgeordnetenhaus stellvertretender Fraktionsvorsitzender. In der Bundesversammlung konnte Rheinländer an der Wahl des Bundespräsidenten 1979 teilnehmen. 1981 schied er aus dem Parlament aus.
Rheinländer war von 1978 bis 2007 der Vorsitzende der „Freunde und Förderer des Deutschen Technikmuseum Berlin e.V.“, anschließend als Ehrenmitglied.